# El ordenador... ¡qué horror!
El ordenador... ¡qué horror! es una historia de 2001 del español Francisco Ibáñez, perteneciente a su serie Mortadelo y Filemón.

## Trayectoria editorial
Publicada en 2001 en el n.º 88 de Magos del Humor y más tarde en el número 161 de la Colección Olé.

## Sinopsis
Un virus informático está infectando a ordenadores de todo el mundo. Su creador utiliza el virus contra políticos de todo el mundo para provocar el caos. Los ordenadores infectados sueltan un rayo contra el usuario provocándole alteraciones en su metabolismo. Mortadelo y Filemón deberán curar a los afectados aplicándoles un invento del profesor Bacterio (Un antivirus que creó en forma de supositorios).

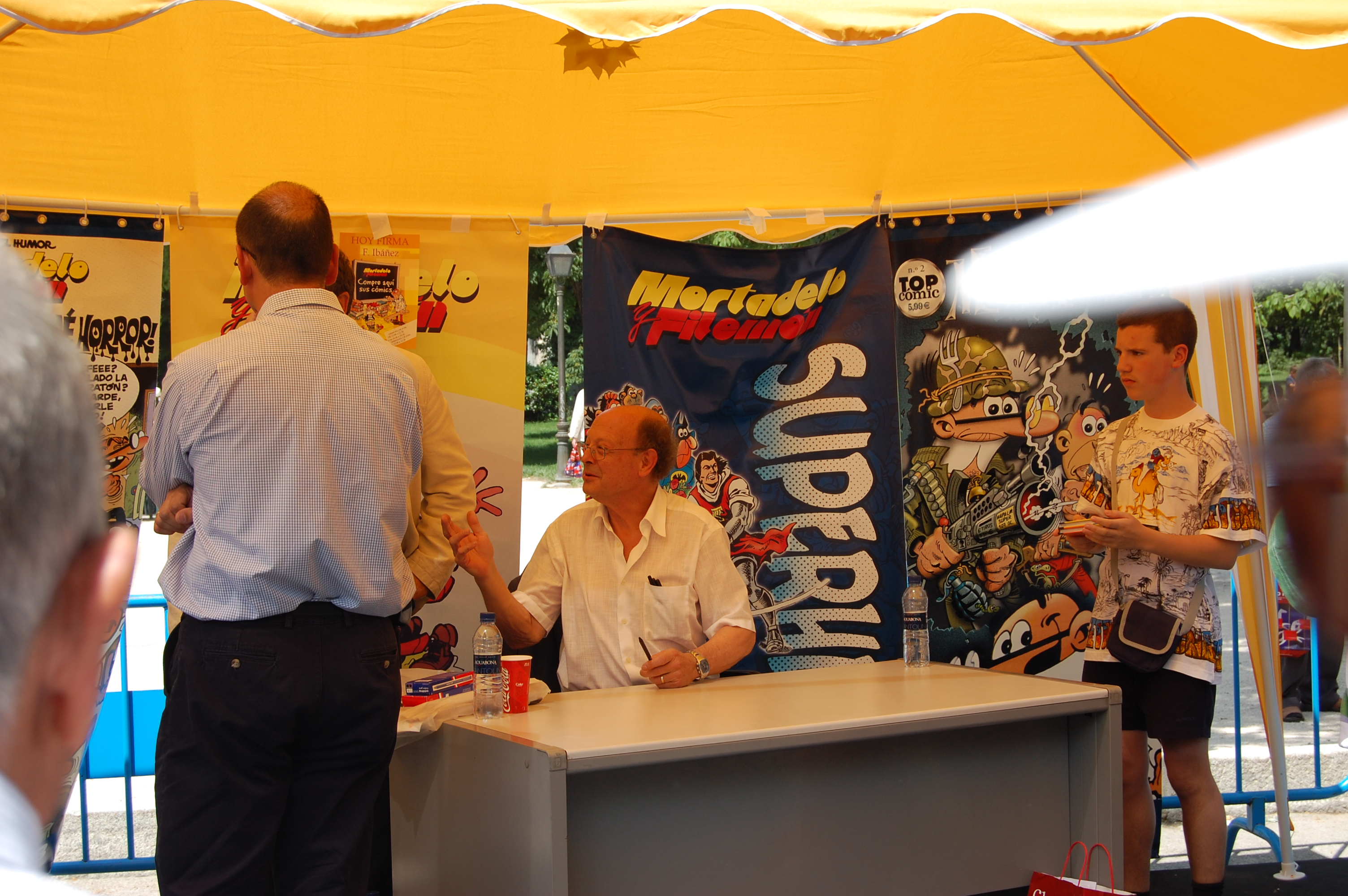
Reproducción de la portada, en el lado de la izquierda, en una caseta de la edición del 2007 de la Feria del Libro de Madrid, con Francisco Ibáñez para firma de ejemplares de sus obras.

## Comentarios
En este tebeo Ibáñez caricaturiza a políticos muy conocidos, como George W. Bush, Jacques Chirac, José María Aznar, Gerhard Schröder y Fidel Castro (aunque este último aparece bajo el nombre de "General Castrus"). Es un buen comic y la gente lo recomienda para leer un rato y pasar un rato agradable.